# ذو البذر الشبكي
ذو البذر الشبكي أو نخيل دكتوسبرما (الاسم العلمي: Dictyosperma  album)، هو نبات ينتمي إلى فوفلية (فصيلة: Arecaceae).